# Allée Saint-Denis
L'allée Saint-Denis est une voie située dans le 16e arrondissement de Paris, en France.

## Situation et accès
Elle se trouve dans le bois de Boulogne.